# Conseil royal consultatif pour les affaires sahariennes
 (mai 2023).

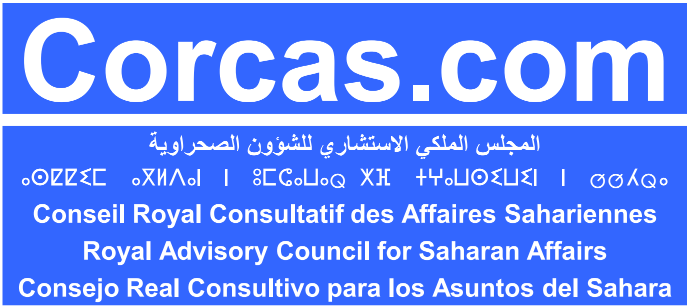
Le logo du Conseil royal consultatif pour les affaires sahariennes

Le Conseil royal consultatif pour les affaires sahariennes ou CORCAS est un dispositif consultatif marocain créé en 2006 par le roi Mohammed VI, qui ayant refusé le principe de l'autodétermination des Sahraouis, met en place ce Conseil chargé de l'assister politiquement et économiquement sur la question du Sahara occidental. Le roi a nommé Khalihenna Ould Errachid à la présidence du CORCAS à Laâyoune. Il fait suite à un autre conseil du même nom, formé par Hassan II au début des années 1990.

## Contexte géopolitique
Le royaume du Maroc considère le Sahara occidental comme partie intégrante de son territoire national.  Un référendum sur l'auto-détermination promis par l'ONU depuis 1992 est sans cesse repoussé soit par le Maroc soit par la RASD (République Arabe Sahraouie Démocratique), représentée par le Polisario.[réf. nécessaire]
Mohammed VI fonde l'instance « Équité et réconciliation », chargée de mettre un terme aux années de plomb et d'améliorer concrètement la situation des Sahraouis et de tous les marocains en général. 
De nouvelles manifestations d'indépendantistes éclatent à Laâyoune en 2005. 
Le roi Mohammed VI fonde alors le CORCAS, chargé de proposer au sahraoui une «troisième voie» entre l'annexion et l'indépendance, celle de l'autonomie, le Maroc conserverait la défense nationale, les affaires étrangères et la monnaie.

## Objectifs officiels

### Objectif politique
Le CORCAS est appelé à assister le roi Mohammed VI pour toutes les questions relatives à la défense de l'intégrité territoriale et de l'unité nationale du Royaume du Maroc. Le conseil est appelé à promouvoir le projet d'autonomie du Sahara occidental proposé par le Maroc à l'ONU en 2006 et de lutter contre les mouvements indépendantistes, en particulier le front du Polisario et ses alliés. Les membres sont habilités à formuler des propositions concernant toute mesure à employer en vue de favoriser le retour définitif des populations d'origine sahraouie réfugiées dans les camps de Tindouf (sud-ouest d'Algérie), administrés par le Polisario et implicitement par l'Algérie.

### Objectif économique et social
Le conseil est chargé d'assurer le développement humain, économique et social des  provinces du Sahara occidental en coordination avec toute institution nationale marocaine ou locale publique ou privée et suggérer des actions visant à préserver et à promouvoir le patrimoine culturel, linguistique et artistique (Hassani). Le conseil est par ailleurs chargé de proposer des actions spécifiques pour assurer à la jeunesse un avenir prospère et garantir l'amélioration de la condition de la femme sahraouie  et son intégration dans tous les domaines.

## Corps consultatif

### Président
Le Président du CORCAS est le porte-parole officiel du conseil et l'interlocuteur officiel vis-à-vis des autorités publiques et des organismes et institutions internationaux. Lorsqu'il estime nécessaire de déléguer une partie de ces attributions à des membres du Conseil, il doit solliciter l'approbation du Roi.
Le Conseil est jusqu'à ce jour présidé par Khalihenna Ould Errachid.

### Membres
Le CORCAS est composé de 141 membres (dont 14 femmes) originaires des tribus sahraouies, parmi eux se trouvent d'ex-responsables du front du Polisario qui ont rallié le Maroc. Les membres du bureau sont élus, au début de chaque année, parmi les membres du conseil disposant d'un pouvoir délibératif. Le président est nomme par le roi et dispose d'un mandat de quatre années à la tête du conseil.
Le Conseil intègre également :
- Tous membres ayant été élus par leurs tribus respectives au titre du précédent conseil ;
- Chefs des tribus (Chioukhs sahraouies) ;
- Les membres des associations de la société civile et des organisations des jeunes ;
- Les représentants des ressortissants originaires du Sahara résidant à l'étranger et des réfugiés de Tindouf.

Sont également appelés à siéger en qualité de membres à titre consultatif : les représentants des autorités gouvernementales chargées de l'intérieur et des affaires étrangères, les walis et gouverneurs des provinces, le directeur de l'Agence de promotion et de développement et les directeurs des centres régionaux d'investissement.

## Le Plan d'autonomie
(mai 2023).
- Si vous ne connaissez pas le sujet, laissez ce bandeau (vous pouvez alors contacter les auteurs).
- Si vous supprimez le contenu mis en cause (vous pouvez préalablement contacter les auteurs),

argumentez précisément cette suppression dans la page de discussion
(un manque de référence n'est pas un argument ; une recherche réelle de référence doit avoir été effectuée, être formellement documentée).
Le plan d'autonomie proposé par le Maroc à l'ONU en avril 2007 se veut une solution "réaliste, sereine, et viable" pour sortir de l'impasse de la question du Sahara. Il est la résultante de consultations entre les sahraouis au sein du Conseil royal consultatif pour les affaires sahariennes (CORCAS). Ce dernier, qui prend en compte dans sa composition l'ensemble des tribus du Sahara, a établi une feuille de route soumise au souverain, afin de préparer un projet d'autonomie qui prenne en compte les spécificités culturelles, historiques, et économiques des provinces du sud. C'est en concertation avec toutes les parties concernées que le Royaume du Maroc, à la suite d'une initiative royale, présente donc le projet d'autonomie du Sahara. Il n'envisage point une indépendance de ce territoire.
Le plan d’autonomie proposé par le royaume du Maroc à l'ONU pour mettre un terme au conflit du Sahara comporte plusieurs axes fondamentaux qui garantissent la reconnaissance des spécificités de provinces du Sud du royaume. En effet, le credo du plan d’autonomie pourrait être « penser global, agir local ».
Au niveau global, de la nation, donc, il est prévu la création d’un commissaire du gouvernement qui aura la tâche de veiller sur les éléments de souveraineté : Sécurité, coopération internationale et relations extérieures, Imarat al mouminine (la fonction du roi marocain en tant que chef religieux des croyants), système judiciaire. Au niveau local, les attributions dévolues au futur parlement sahraoui auront un impact direct sur le développement des provinces et du modèle de croissance qu’elles veulent adopter dans les secteurs du tourisme, de la pêche, de l’agriculture ou  de l’investissement.[source insuffisante]
C’est donc une véritable gestion déléguée que le Royaume du Maroc propose aux provinces du sud, dans des secteurs cruciaux pour leur décollage.
Cette autonomie de gestion, qui s’exprime également sur le terrain judiciaire par la création de tribunaux chargés de statuer sur les affaires locales et des conflits issus des règlements créés par l’institution régionale. Dans le souci de respecter les équilibres, la solidarité nationale sera déployée pour soutenir les provinces du sud, sans interférer avec le modèle de développement économique choisi par l’instance dirigeante de l’autonomie.
À cet égard, un chef de gouvernement sera élu par le parlement régional, installé par le souverain, et représentera donc l’état marocain dans la région. Les trois pouvoirs seront représentés, législatif, exécutif et judiciaire, le tout dans la cohérence d’un projet de société national, incarné par l'action du roi Mohammed VI.
De manière démocratique, les populations des provinces du sud seront appelées à ratifier le projet d’autonomie à travers un référendum local. Au niveau national, étant donné la nécessité de réformer la constitution pour y intégrer le concept d’autonomie, l’ensemble du peuple marocain sera également consulté par le biais référendaire. Redonner leur voix à ceux qui en sont privés, permettre aux réfugiés résidant à Tindouf de revenir à la  mère patrie, permettre aux Sahraouis de prendre leur destin en main, telle est l’ambition de l’initiative d’autonomie proposée par le Royaume du Maroc. L'intégralité du texte marocain, ainsi que la lettre remise par l'Ambassadeur El Mostapha Sahel est comprise sur le site officiel du Plan d'autonomie.
Ce plan d'autonomie a été refusé catégoriquement par la RASD : le Front Polisario demande plutôt un « référendum d’autodétermination sous l’égide des Nations unies ».